# Ælfweard wessexi király
Ælfweard vagy Æthelweard (904 – 924. augusztus 2.) wessexi király 924-ben.
I. Eduárd második házasságából a legidősebb fiúként született. Keveset  tudunk róla, egyik forrás szerint megházasodott és gyermekei is voltak, míg más beszámolók azt mondják, hogy remeteként élt a Shropshire-i Bridgnorthban. 924-ben követte édesapját Wessex trónján, de a Merciaiak Ælfweard féltestvérét, Æthelstant fogadták el királyuknak. Bármi is volt a helyzet, Ælfweard 15 nappal később rejtélyes körülmények közepette Oxfordban elhunyt. Lehet, hogy soha nem is lett megkoronázva. Édesapja mellé, Winchesterben temették el.
Lehet, hogy Ælfweardot a wessexi trónon öccse, Edwin (vagy Eadwine) követte, mert bátyját csak 925. szeptember 4-én koronázták meg.